# اوخودنه
اوخودنه (به لهستانی:  Ochodne) یک روستا در لهستان است که در گمینا ترویانوو واقع شده‌است.